# فريدرخ فرانتس الرابع (دوق مكلنبورغ شفيرين الأكبر)
فريدرخ فرانتس الرابع (بالألمانية: Friedrich Franz IV von Mecklenburg-Schwerin)‏ (9 أبريل 1882 - 17 نوفمبر 1945)؛ كان أخر دوق مكلنبورغ شفيرين الأكبر وفضلاً عن ذلك أيضا أصبح وصي العرش على دوقية مكلنبورغ ستريليتس الكبرى؛ ورث العرش عندما كان في الخمسة عشر من عمره في 1897، واضطر على التنازل في 1918 بعد سقوط الإمبراطورية الألمانية.

## روابط خارجية
- فريدرخ فرانتس الرابع، دوق مكلنبورغ-شفيرين الأكبر على موقع IMDb (الإنجليزية)
- فريدرخ فرانتس الرابع، دوق مكلنبورغ-شفيرين الأكبر على موقع مونزينجر (الألمانية)